# XXIX Concurs de castells de Tarragona
El XXIX Concurs de Castells de Tarragona va tenir lloc el 2024 a la plaça del Castell de Torredembarra i la Tarraco Arena Plaça de Tarragona. És considerat el cinquanta-dosè concurs de castells de la història i la vint-i-novena edició del concurs de castells de Tarragona, organitzat biennalment per l'Ajuntament de Tarragona. Comptà amb les quaranta-dues millors colles classificades al Rànquing Estrella Concurs, que comptabilitzava les actuacions realitzades des de l'1 de setembre de 2023 fins al 31 d'agost de 2024.
La primera jornada del Concurs es va celebrar el diumenge 29 de setembre a la plaça del Castell de Torredembarra i va ser guanyada pels Nois de la Torre per segona vegada consecutiva. La segona es va celebrar el dissabte 5 d'octubre a la Tarraco Arena Plaça i va ser guanyada pels Castellers de Lleida. Per acabar, la tercera jornada va ser també a la TAP el diumenge 6 d'octubre. Els Castellers de Vilafranca es varen emportar la victòria del concurs, guanyant així per segona vegada consecutiva i per tretzena vegada en la seva història.

## Resultats
| Resultat              |
| --------------------- |
| Descarregat (D)       |
| Carregat (C)          |
| Intent (I)            |
| Intent desmuntat (ID) |

Llegenda: f: castell amb folre, fm: amb folre i manilles, sf: sense folre, sm: sense manilles, fmp: amb folre, manilles i puntals, a: amb l'agulla o el pilar al mig, fa: amb folre i l'agulla o el pilar, ps: aixecat per sota o per baix, *: amb penalització.
Aquesta és la classificació del XXIX Concurs de castells de Tarragona Es resalten en negreta els castells que puntuen.
| Pos. | Colla                                                 | Dia   | Castells  | Castells    | Castells    | Castells      | Castells    | Punts |
| Pos. | Colla                                                 | Dia   | 1a ronda  | 2a ronda    | 3a ronda    | 4a ronda      | 5a ronda    | Punts |
| ---- | ----------------------------------------------------- | ----- | --------- | ----------- | ----------- | ------------- | ----------- | ----- |
| 1a.  | Castellers de Vilafranca                              | 6/10  | 3de10fm   | 9de9f (id)  | 4de9fa (c)  | 9de9f (c)**   | 4de10fm (c) | 9465  |
| 2a.  | Colla Vella dels Xiquets de Valls                     | 6/10  | 4de9sf    | 4de10fm (i) | 4de9fa (c)  | 4de10fm (c)** | —           | 8315  |
| 3a.  | Colla Jove Xiquets de Tarragona                       | 6/10  | 2de9fm    | 3de10fm     | 5de9f (c)   | —             | —           | 7605  |
| 4a.  | Colla Joves Xiquets de Valls                          | 6/10  | Pde8fm    | 2de8sf (c)  | 3de10fm (i) | 3de10fm (i)   | 3de9f       | 6505  |
| 5a.  | Moixiganguers d'Igualada                              | 6/10  | 3de9f     | 4de9f       | 5de8        | —             | —           | 4000  |
| 6a.  | Capgrossos de Mataró                                  | 6/10  | 3de9f     | 2de9fm      | 5de9f (id)  | 5de9f (id)    | —           | 3640  |
| 7a.  | Xiquets de Reus                                       | 6/10  | 5de8      | 3de9f       | 2de8f (c)   | —             | —           | 3340  |
| 8a.  | Castellers de Barcelona                               | 6/10  | 7de8      | 4de9f       | 5de8 (c)    | —             | —           | 3215  |
| 9a.  | Nens del Vendrell                                     | 6/10  | 7de8      | 4de9f (id)  | 4de9f***    | 3de8          | —           | 3035  |
| 10a. | Xiquets de Tarragona                                  | 6/10  | 5de8      | 4de9f (c)   | 3de9f (id)  | 3de8          | —           | 2980  |
| 11a. | Castellers de Sants                                   | 6/10  | 2de8f     | 4de9f       | 7de8 (i)    | 3de7          | —           | 2670  |
| 12a. | Marrecs de Salt                                       | 6/10  | 5de8      | 2de8f       | 3de8        | —             | —           | 2630  |
| 13a. | Castellers de Lleida                                  | 5/10  | 4de8      | 7de8        | 3de8        | 2de8f (id)    | 2de8f (c)** | 2375  |
| 14a. | Colla Castellera de Sant Pere i Sant Pau              | 5/10  | 3de8      | 4de8        | 5de8        | —             | —           | 2345  |
| 15a. | Castellers de la Vila de Gràcia                       | 5/10  | 2de8f (c) | 4de8        | 3de8        | —             | —           | 2135  |
| 16a. | Castellers de Sant Cugat                              | 5/10  | 4de8      | 7de8        | 2de8f (id)  | 2de8f (id)    | 2de7        | 2115  |
| 17a. | Sagals d'Osona                                        | 5/10  | 4de8      | 9de7        | 2de8f (id)  | 2de8f (c)**   | —           | 2010  |
| 18a. | Castellers de Sabadell                                | 5/10  | 4de8      | 3de8 (id)   | 2de7        | 3de8**        | —           | 1940  |
| 19a. | Colla Castellera Jove de Barcelona                    | 5/10  | 4de8      | 3de8        | 9de7        | —             | —           | 1910  |
| 20a. | Castellers d'Esplugues                                | 5/10  | 3de7ps    | 4de8        | 9de7        | —             | —           | 1670  |
| 21a. | Xicots de Vilafranca                                  | 5/10  | 5de7      | 4de8        | 3de8 (c)    | —             | —           | 1665  |
| 22a. | Xics de Granollers                                    | 5/10  | 4de8      | 2de7        | 7de7        | 5de7          | —           | 1660  |
| 22a. | Castellers de Terrassa                                | 5/10  | 2de7      | 4de8        | 5de7        | —             | —           | 1660  |
| 24a. | Bordegassos de Vilanova                               | 5/10  | 9de7 (c)  | 5de7        | 7de7        | 4de8 (c)      | —           | 1470  |
| 25a. | Castellers de Berga                                   | 5/10  | 5de7      | 4de8        | 7de7        | —             | —           | 1455  |
| 26a. | Tirallongues de Manresa                               | 5/10  | 4de8 (id) | 4de8**      | 5de7a (id)  | 5de7          | 4de7a       | 1435  |
| 27a. | Nois de la Torre                                      | 29/09 | 5de7a     | 2de7 (c)    | 7de7        | —             | 7de7a       | 1415  |
| 28a. | Xiquets del Serrallo                                  | 5/10  | 5de7      | 9de7        | 7de7        | —             | —           | 1395  |
| 29a. | Castellers de Castelldefels                           | 29/09 | 5de7      | 7de7        | 4de8 (id)   | 4de8 (c)**    | —           | 1370  |
| 30a. | Colla Jove de Castellers de Sitges                    | 5/10  | 5de7      | 7de7        | 2de7 (id)   | 2de7 (c)**    | —           | 1345  |
| 31a. | Castellers de Mollet                                  | 5/10  | 5de7      | 2de7 (c)    | 3de7        | —             | —           | 1235  |
| 32a. | Colla Castellera de Figueres                          | 29/09 | 5de7      | 2de7 (id)   | 2de7 (id)   | 7de7          | 4de7a       | 1200  |
| 32a. | Castellers de Sarrià                                  | 29/09 | 5de7      | 7de7        | 2de7 (id)   | 2de7 (id)     | 4de7a       | 1200  |
| 32a. | Colla Castellera de l'Alt Maresme i la Selva Marítima | 29/09 | 5de7      | 4de7a       | 7de7        | —             | —           | 1200  |
| 35a. | Castellers de la Sagrada Família                      | 29/09 | 4de7a     | 5de7        | 7de7 (id)   | 7de7**        | —           | 1200  |
| 36a. | Castellers d'Altafulla                                | 29/09 | 3de7a     | 5de7        | 4de7a       | —             | —           | 1160  |
| 37a. | Castellers d'Esparreguera                             | 5/10  | 5de7      | 7de7        | 4de8 (id)   | 4de8 (i)      | 4de7        | 1095  |
| 38a. | Castellers de Caldes                                  | 29/09 | 3de7a     | 5de7        | 4de7a (id)  | 4de7a (id)    | 3de7        | 1070  |
| 39a. | Castellers del Poble Sec                              | 29/09 | 5de7      | —           | 3de7        | 4de7          | 4de7a (c)   | 1055  |
| 40a. | Castellers de Badalona                                | 29/09 | 5de7      | 2de7 (i)    | 4de7a (c)   | 3de7 (id)     | 3de7**      | 1055  |
| 41a. | Colla Castellera de l'Esquerra de l'Eixample          | 29/09 | 4de7      | 3de7        | 4de7a       | —             | —           | 945   |
| 42a. | Colla Castellera La Bisbal del Penedès                | 29/09 | 3de7 (id) | 3de7**      | 4de7 (id)   | 4de7**        | 4de7a (id)  | 565   |

## Castells realitzats
La següent taula mostra la quantitat de vegades que es va veure cada castell segons el seu resultat. No s'hi inclouen els castells de la taula de puntuacions que no van ser intentats cap vegada.
| Castell | 4d7 | 3d7 | 3d7a | 4d7a | 7d7 | 5d7 | 7d7a | 5d7a | 3d7ps | 9d7 | 2d7 | 4d8 | 3d8 | 7d8 | 2d8f | 5d8 | 3d9f | 4d9f | 2d9fm | P8fm | 5d9f | 4d9fa | 4d9sf | 2d8sf | 3d10fm | 4d10fm | 9d9f | Total | %     |
| ------- | --- | --- | ---- | ---- | --- | --- | ---- | ---- | ----- | --- | --- | --- | --- | --- | ---- | --- | ---- | ---- | ----- | ---- | ---- | ----- | ----- | ----- | ------ | ------ | ---- | ----- | ----- |
| D       | 4   | 7   | 2    | 7    | 12  | 19  | 1    | 1    | 1     | 4   | 4   | 13  | 8   | 4   | 2    | 5   | 4    | 4    | 2     | 1    | -    | -     | 1     | -     | 2      | -      | -    | 108   | 66,7% |
| C       | -   | -   | -    | 2    | -   | -   | -    | -    | -     | 1   | 3   | 2   | 1   | -   | 4    | 1   | -    | 1    | -     | -    | 1    | 2     | -     | 1     | -      | 2      | 1    | 22    | 13,6% |
| I       | -   | -   | -    | -    | -   | -   | -    | -    | -     | -   | 1   | 1   | -   | 1   | -    | -   | -    | -    | -     | -    | -    | -     | -     | -     | 2      | 1      | -    | 6     | 3,7%  |
| ID      | 1   | 2   | -    | 3    | 1   | -   | -    | 1    | -     | -   | 5   | 3   | 1   | -   | 4    | -   | 1    | 1    | -     | -    | 2    | -     | -     | -     | -      | -      | 1    | 26    | 16,0% |
| Total   | 5   | 9   | 2    | 12   | 13  | 19  | 1    | 2    | 1     | 5   | 13  | 19  | 10  | 5   | 10   | 6   | 5    | 6    | 2     | 1    | 3    | 2     | 1     | 1     | 4      | 3      | 2    | 162   | 100%  |

## Colles participants
La normativa del XXIX Concurs de Castells determinava que podien participar-hi les 42 colles millor classificades al Rànquing Estrella Concurs, on es comptabilitzaven les cinc millors actuacions de les colles en el període de l'1 de setembre del 2023 al 31 d'agost del 2024. En aquest còmput s'hi van tenir en compte els tres millors castells de cada actuació (és a dir, els més ben puntuats).
Aquest rànquing també establia, segons la posició que ocupa cada colla, el dia en què s'actuava al Concurs: Les 12 primeres colles del rànquing tenien el dret de participar en la jornada de diumenge a Tarragona, les següents 18 colles (de la 13a. a la 30a.) participaven a la jornada de dissabte a Tarragona, i les següents 12 colles (de la 31a. a la 42a.) participaven a la jornada de Torredembarra.
Dues colles van renunciar a participar-hi: els Minyons de Terrassa com és habitual, i els Castellers de Cornellà. Això va permetre d'accedir-hi a la Colla Castellera de l'Esquerra de l'Eixample i a la Colla Castellera La Bisbal del Penedès, que ocupaven les posicions 43 i 44.

## Normativa
El XXIX Concurs de Tarragona va incorporar dues novetats normatives respecte de l'edició anterior. En primer lloc es va incorporar la consideració de penalització si durant l'execució del castell cau el casc d'algun dels membres dels poms de dalt. Aquesta novetat apareix tenint en compte que una situació així es va produir a la jornada de Torredembarra de l'edició anterior.
El segon canvi normatiu té a veure amb l'execució dels castells amb estructura de set i de nou efectuats amb un únic enxaneta. Si la normativa de les edicions anteriors requeria que tots els dosos del castell mantinguessin la seva posició des de la primera fins a la darrera aleta per a considerar vàlid el carregament del castell, aquest criteri es canvià admetent que si un d'ells comença a baixar abans de la darrera aleta s'admeti el carregament del castell però amb penalització. Si més d'un casteller del pis de dosos comença a baixar abans de la darrera aleta el carregament se seguirà considerant invàlid i, per tant, intent desmuntat o intent. Aquest canvi es va adoptar després de l'assoliment a la diada de Tots Sants 2023 del primer 9 de 9 amb folre (carregat) per part dels Castellers de Vilafranca amb una execució que no hauria estat vàlida segons les normes anteriors del Concurs, per bé que aquestes normes no són d'obligada aplicació en la resta de diades castelleres del calendari.

### Taula de puntuacions
Aquesta és la taula utilitzada pel jurat del XXIXè Concurs per a puntuar les actuacions de les diferents colles i atorgar-los la corresponents puntuació i posició final. És també la taula utilitzada pel Rànquing Estrella Damm entre les dates 1/9/2023 i 31/8/2024, en què es computen els tres millors castells de les cinc millors actuacions, per a saber les colles que tenen dret a participar en aquest certamen, és a dir, les 42 millors colles, dividides en tres dies.
Els principals canvis respecte de la taula de l'edició anterior són la incorporació a la taula de l'inèdit 3 de 10 sense manilles com a castell millor puntuat i la redistribució dels castells dels subgrups 2 i 3 del grup 7 amb l'aparició d'un subgrup 4. Aquesta redistribució també comporta canvis en la puntuació dels castells d'aquests tres subgrups augmentant la puntuació de la majoria d'ells (sobretot els inèdits) i rebaixant-la lleugerament pel P9fmp(c).
| Grup   | Subgrup | Castell | Punts carregat | Punts descarregat |
| ------ | ------- | ------- | -------------- | ----------------- |
| Grup 0 | sub 1   | 2d6     | 175            | 200               |
| Grup 0 | sub 1   | P5      | 185            | 210               |
| Grup 1 | sub 1   | 9d6     | 230            | 265               |
| Grup 1 | sub 1   | 4d7     | 240            | 275               |
| Grup 1 | sub 1   | 3d7     | 250            | 290               |
| Grup 2 | sub 1   | 3d7a    | 330            | 360               |
| Grup 2 | sub 1   | 4d7a    | 345            | 380               |
| Grup 2 | sub 2   | 7d7     | 350            | 400               |
| Grup 2 | sub 2   | 5d7     | 365            | 420               |
| Grup 2 | sub 3   | 7d7a    | 415            | 440               |
| Grup 2 | sub 3   | 5d7a    | 425            | 450               |
| Grup 2 | sub 3   | 3d7ps   | 435            | 465               |
| Grup 3 | sub 1   | 9d7     | 500            | 575               |
| Grup 3 | sub 1   | 2d7     | 525            | 605               |
| Grup 3 | sub 1   | 4d8     | 550            | 635               |
| Grup 3 | sub 2   | P6      | 580            | 665               |
| Grup 3 | sub 2   | 3d8     | 610            | 700               |
| Grup 4 | sub 1   | 7d8     | 760            | 875               |
| Grup 4 | sub 1   | 2d8f    | 800            | 920               |
| Grup 4 | sub 1   | P7f     | 835            | 960               |
| Grup 4 | sub 2   | 5d8     | 880            | 1010              |
| Grup 4 | sub 2   | 4d8a    | 965            | 1060              |
| Grup 4 | sub 2   | 3d8a    | 1005           | 1110              |
| Grup 4 | sub 2   | 7d8a    | 1025           | 1125              |
| Grup 4 | sub 3   | 5d8a    | 1055           | 1165              |

| Grup   | Subgrup | Castell | Punts carregat | Punts descarregat |
| ------ | ------- | ------- | -------------- | ----------------- |
| Grup 5 | sub 1   | 4d9f    | 1270           | 1460              |
| Grup 5 | sub 1   | 3d9f    | 1335           | 1530              |
| Grup 6 | sub 1   | 9d8     | 1665           | 1915              |
| Grup 6 | sub 2   | 3d8ps   | 1825           | 2005              |
| Grup 6 | sub 2   | 2d9fm   | 1835           | 2110              |
| Grup 6 | sub 2   | P8fm    | 1925           | 2210              |
| Grup 6 | sub 3   | 7d9f    | 2020           | 2320              |
| Grup 6 | sub 3   | 5d9f    | 2090           | 2400              |
| Grup 6 | sub 3   | 4d9fa   | 2250           | 2475              |
| Grup 6 | sub 3   | 3d9fa   | 2315           | 2555              |
| Grup 7 | sub 1   | 4d9sf   | 2680           | 3195              |
| Grup 7 | sub 1   | 2d8sf   | 2765           | 3300              |
| Grup 7 | sub 1   | 3d10fm  | 2775           | 3405              |
| Grup 7 | sub 1   | 4d10fm  | 2870           | 3510              |
| Grup 7 | sub 2   | 9d9f    | 3190           | 3670              |
| Grup 7 | sub 3   | 2d9sm   | 3245           | 3865              |
| Grup 7 | sub 3   | P9fmp   | 3410           | 4060              |
| Grup 7 | sub 3   | 3d9sf   | 3570           | 4250              |
| Grup 7 | sub 4   | 2d10fmp | 3880           | 4460              |
| Grup 7 | sub 4   | 4d10sm  | 3935           | 4685              |
| Grup 7 | sub 4   | 3d10sm  | 4125           | 4910              |